# Gare de Chalandray
La gare de Chalandray est une gare ferroviaire française de la ligne de Neuville-de-Poitou à Bressuire, située sur le territoire de la commune de Chalandray, dans le département de la Vienne en région Nouvelle-Aquitaine.
Fermée aux voyageurs, elle est ouverte aux marchandises.

## Service des voyageurs
Gare fermée.

## Service des marchandises
Gare ouverte sur installation terminale embranchée, pour des « navettes céréalières ».

## Patrimoine ferroviaire
L'ancien bâtiment voyageurs, désaffecté, est devenu une habitation privée.